# Barnens detektivbyrå
Barnens detektivbyrå är en svensk TV-serie från 1991.

## Handling
| ” | Alla som befinner sig i detta rum är härmed medlemmar av Barnens Detektivbyrå. Vi ska stå vid småglinens sida och värna om barnens rätt att vara sig själva. | „ |

En ungdomsserie i förortsmiljö. Syskonen Theo och Siri startar tillsammans med sin kompis  Wilma en detektivbyrå i ett källarförråd. Robert, vars pappa äger förrådet tillkommer snart och tillsammans försöker ungdomarna lösa en rad mystiska händelser i deras förort. Utvisningshotade skolkamrater, försvunna hundar, och föräldrars konstiga beteende är några av problemen som de får ta itu med. Till hjälp tar de livsnjutaren  Valter, en man med stora erfarenheter, fast inte på alla plan...

## Om serien
Serien på 6 avsnitt startade vintern 1991 och var delvis i kölvattnet av den hyllade serien Ebba och Didrik. Trots detta fick den bra respons av tittarna och serien återkom året därpå med ytterligare 6 avsnitt. Barnens detektivbyrå har även repriserats och utkom 2011 på DVD. Den finns även som ungdomsroman med titeln Kodnamn Sherlock av Lars Bill Lundholm, manusförfattaren till serien.

## Medverkande i urval
- Fredrik Beckman - Theo
- Jenny Dremé - Wilma
- Lina Myrberg - Siri
- Danijel Pavicic - Robert
- Adde Malmberg - Theos och Siris pappa
- Yvonne Schaloske - Theos och Siris mamma
- Kjell Bergqvist - Wilmas pappa
- Anders Beckman - Roberts pappa
- Ingela Sahlin - Roberts mamma
- Rolf Degerlund - Valter